# Pseudocuma ciliatum
Pseudocuma ciliatum is een zeekomma uit de familie van de Pseudocumatidae. De wetenschappelijke naam van de soort is voor het eerst geldig gepubliceerd in 1879 door Georg Ossian Sars.